# Žuta groznica
Žuta groznica je bolest koju prouzrokuje virus žute groznice (YFV, iz roda Flavivirus), koga prenosi komarac Aedes aegypti. Ovi komarci ne mogu da se hrane i razvijaju na temperaturi nižoj od 23 °C i zbog toga je žuta groznica bolest tropskih predela. Međutim, u uslovima avionskog saobraćaja njihovo prenošenje je preko leta moguće i u krajeve sa umerenom klimom.
Žuta groznica je akutna virusna bolest. U većini slučajeva se javljaju sledeći simptomi: groznica, jeza, gubitak apetita, mučnina, bol u mišićima i to naročito leđnim i glavobolje. Obično za pet dana dolazi do poboljšanja. Kod nekih ljudi se jedan dan nakon poboljšanja ponovo javlja groznica i bol u stomaku, a kao posledica oštećenja jetre javlja se žutilo kože. Ako dođe do ovoga, povećava se i rizik od pojave krvarenja i problema sa bubrezima.
Uzročnik bolesti je virus žute groznice, koji se širi ujedom ženke komarca. On pogađa samo ljude, ostale primate i nekoliko vrsta komaraca. U gradovima se širi prvenstveno putem komaraca vrste Aedes aegypti . Virus predstavlja RNK virus roda Flavivirus. Ovu bolest nije lako razlikovati od drugih bolesti, naročito u početnim fazama. U slučaju sumnje na ovu bolest potrebno je uraditi analizu krvi putem metode polimerazna lančana reakcija da bi se potvrdilo prisustvo bolesti.
Postoji sigurna i efikasna vakcina protiv žute groznice, pa je za putovanja u neke zemlje neophodna prethodna vakcinacija. Među ostalim merama za sprečavanje zaražavanja nalazi se smanjenje populacije komaraca koji su prenosnici ove bolesti. U područjima gde je žuta groznica uobičajena, a vakcinacija nije, za sprečavanje izbijanja bolesti je veoma važna rana dijagnostika i imunizacija većeg dela stanovništva. Kada dođe do zaražavanja primenjuje se simptomatsko lečenje, jer nema nekih specifičnih efikasnih mera protiv samog virusa. Kod ozbiljnijih slučajeva bolesti dolazi do smrtnog ishoda kod oko polovine slučajeva obolelih osoba koje nisu lečene.
Svake godine žuta groznica uzrokuje 200.000 slučajeva zaražavanja i 30.000 smrtnih slučajeva, od čega se gotovo 90% slučajeva javlja u Africi. U delovima sveta gde je ova bolest česta živi skoro milijarda ljudi. Ona se često javlja u tropskim predelima Južne Amerike i Africi, ali ne i u Aziji. Od 1980-tih godina broj slučajeva obolelih od žute groznice je u porastu. Veruje se da je to posledica slabijeg imuniteta ljudi, porasta broja ljudi koji žive u gradovima i njihovih učestalih selidbi, kao i klimatskih promena. Ova bolest je poreklom iz Afrike, odakle se proširila na Južnu Ameriku putem trgovine robljem u XVII veku. Od XVII veka dogodilo se nekoliko velikih izbijanja ove bolesti u Amerikama, Africi i Evropi. U XVIII i XIX veku se žuta groznica smatrala jednom od najopasnijih zaraznih bolesti. Virus žute groznice je prvi otkriveni ljudski virus.

## Znaci i simptomi
Žuta groznica započinje nakon razdoblja inkubacije od tri do šest dana. U većini slučajeva isprva dolazi samo do blage infekcije sa vrućicom, glavoboljom, drhtanjem, bolovima u leđima, umorom, mučninom, gubitkom apetita i katkad povraćanjem. U tim slučajevima, infekcija traje samo tri do četiri dana.
U oko 15% slučajeva, zaraženi ulaze u drugu, toksičnu fazu bolesti sa dugotrajnom vrućicom, kojoj sledi žutica zbog oštećenja jetre, te bolovi u stomaku. U nekim slučajevima, dolazi do krvarenja iz desni, očiju, a iz probavnog trakta se pojavljuje krvavo povraćanje, zbog čega je španski naziv za žutu groznicu vomito negro („crno povraćanje”). Toksična faza je smrtonosna u otprilike 20% slučajeva, te je stoga sveukupna stopa smrtnosti te bolesti oko 3%. U najtežim epidemijama, mortalitet katkad prelazi i 50%.
Oni koji prežive bolest stiču doživotni imunitet, te normalno nema trajnih oštećenja organa.

## Uzrok
Žutu groznicu uzrokuje virus žute groznice, RNK virus prečnika od 40 do 50 , tip vrste koja pripada grupi Flaviviridae. To je bila prva bolest za koju je dokazano da se prenosi komarcima i filtriranim ljudskim serumom, a to je dokazao Volter Rid oko 1900. RNA virusa dug je oko 11.000 nukleotida i ima jedan otvoreni okvir čitanja koji kodira poliprotein. Domaćinova proteaza reže ovaj poliprotein u tri strukturna (C, prM, E) i sedam nestrukturnih proteina (NS1, NS2A, NS2B, NS3, NS4A, NS4B, NS5); a brojevi odgovaraju rasporedu gena u genomu koji kodiraju ove proteine. Minimalna 3’UTR regija virusa žute groznice (YFV) potrebna je za zaustavljanje 5'-3' egzonukleaze domaćina XRN1. UTR sadrži PKS3 pseudočvornu strukturu koja služi kao molekularni signal da se zaustavi egzonukleaza, te je jedini resurs koji virus koristi od domaćina za proizvodnju podgenomskog flavivirusa RNK (sfRNK). SfRNK kopije su rezultat nedovršene degradacije virusnog genoma egzonukleazom te su bitni za virusovu patogenezu. Žuta groznica spada u grupu hemoragijskih groznica.
Virusi inficiraju, između ostalog, monocite, makrofage i dendritske ćelije. Oni se pričvrste za površinu ćelije uz pomoć određenog receptora, te se unose pomoću vezikula. Unutar endozoma, smanjeni  stvara fuziju endozomske membrane sa virusnom ovojnicom. Kapsid ulazi u citosol, razgrađuje se, te ispušta genom. Povezivanje receptora, kao i fuzija membrane, se kataliziraju proteinom E, koji menja svoju konformaciju pri niskim pH vrednostima, što pak stvara preoblikovanja iz 90 homodimera u 60 homotrimer.
Nakon ulaska u ćeliju domaćina, virusni genom se replikuje u endoplazmatičnom retikulumu (ER) i u tzv. paketima vezikula. Isprva, nezreli oblik virusne čestice se formira unutar ER-a, čiji M-protein još nije poprimio zreli oblik, te je stoga naznačen kao prM (prekurzor M) i sačinjava kompleks sa proteinom E. Nezrele čestice se procesuju u Goldžijevom aparatu uz pomoć proteina domaćina furina, koji pospešuje sazrevanje prM u M. Ovaj proces ispušta E iz kompleksa, koji sada može da preuzme svoje mesto kao zreli, infektivni virus.

### Prenos
Virus žute groznice se uglavnom širi ugrizom komarca Aedes aegypti, ali i druge vrste kao što su tigrasti komarci (Aedes albopictus) mogu takođe da posluže kao vektor ovom virusu. Poput drugih arbovirusa koji se šire uz pomoć komaraca, virus žute groznice ubira ženka komarca kada upija krv zaraženog čoveka ili primata. Virusi stižu do stomaka komarca, te ako mu je koncentracija visoka, virioni inficiraju epitelno tkivo te se tamo replikuju. Potom stižu do cirkulatornog sistema komarca i odatle idu do pljuvačne žlezde. Kada komarac sledeći putAedes aegypti sise krv, on ubaci slinu u ranu, a virus se od mesta uboda širi kroz krv ugrizene osobe. Uočen je i prenos virusa ženke komarca na njena jaja, a potom i na larve. Ova infekcija vektora bez prethodnog obroka krvlju igra značajnu ulogu u izbijanju iznenadnih epidemija bolesti.
Odigravaju se tri epidemiološki različita infektivna ciklusa, u kojima se virus prenosi sa komarca na čoveka i na druge primate. „Urbani ciklus” uključuje jedino komarca A. aegypti. Dobro je adaptiran na urbana područja, te može da prenosi i druge bolesti, kao što su denga groznica i čikungunja. Urbani ciklus je odgovoran za većinu epidemija žute groznice u Africi. Izuzev epidemije 1999. godine u Boliviji, ovaj urbani ciklus više ne postoji u Južnoj Americi.
Drugi je „ciklus prašume” gde Aedes africanus (u Africi) ili komarci roda Haemagogus i Sabethes (u Južnoj Americi) služe kao vektori. U prašumama, komarci inficiraju primate; bolest je većinom bez simptoma kod afričkih primata. U Južnoj Americi, tako se još jedinom zaraze ljudi, što objašnjava i nisku pojavu te bolesti na tom kontinentu. Ljudi koji se zaraze u prašumi potom šire virus u naseljena područja.
U Africi postoji i treći, tzv. „ciklus savane”, a odigrava se između prašume i urbanog ciklusa. Uključeni su različiti komarci roda Aedes. U nedavnoj istoriji je to postao glavni način širenja žute groznice po Africi.

## Patogeneza
Nakon prenosa sa komarca, virus se replikuje u limfnim čvorovima te inficira prvenstveno dendritske ćelije. Odatle stižu u jetru i inficiraju hepatocite (verojatno indirektno preko Kupferovih ćelija), što dovodi do eozinofilske degradacije tih ćelija i ispuštanja citokina. Strukture poznate kao Kaunsilmanova tela pojavljuju se u citoplazmi hepatocita što ukazuje na njihovu nekrozu.
Smrtnost se može javiti usled poplave citokina, šoka i višestrukog zatajenja organa.

## Dijagnoza
Dijagnoza žute groznice je klinička, i često se oslanja na prebivalište zaražene osobe tokom vremena inkubacije. Blagi slučajevi bolesti mogu se potvrditi jedino virološki. Pošto takvi blagi slučajevi mogu doprineti mesnim epidemijama, svaki potencijalni slučaj žute groznice se ozbiljno mora lečiti.
Ako se sumnja na žutu groznicu, virus se ne može potvrditi sve do 10 dana nakon bolesti. Direktno se potvrđuje obrnutom polimeraznom lančanom reakcijom pri čemu se genom virusa uvećava. Još jedan direktan pristup je izolacija virusa i njegovo uzgajanje u kulutui ćelija uz pomoć krvne plazme; za ovo je potrebno i do četiri nedelje.
Elisa test tokom akutne faze bolesti, koji koristi određeni  za žutu groznicu ili povećanje u specifičnom IgG-titru (u poređenju sa ranijim uzorkom) može da potvrdi žutu groznicu. Zajedno sa kliničkim simptomima, detektovanje IgM-a ili četvorostruko povećanje IgG-titra smatra se dovoljnim da ukaže na žutu groznicu. Ovi testovi mogu međusobno delovati, kao i sa drugim flavivirusima.
Biopsija jetre može da potvrdi upalu i nekrozu hepatocita i detektovati virusne antigene. Zbog tendencije krvarenja pacijenata žute groznice, biopsija je jedino preporučljiva post mortem da potvrdi uzrok smrti.
U diferencijalnoj dijagnozi, infekcije žute groznice mora se razlikovati od drugih groznica kao što su malarija, ebola, Lasa virus, Marburg virus i drugi.

## Prevencija
Prevencija žute groznice obuhvata vakcinaciju i izbegavanje ugriza komaraca u područjima u kojima se javlja ta bolest. Institucijske mere sprečavanja ove bolesti uključuju programe za vakcinaciju i poboljšanje uslova za kontrolu razmnožavanja komaraca. Mreže protiv komaraca smanjuju slučajeve i malarije i žute groznice.

### Vakcinacija
Vakcinacija se preporučuje za sve osobe koje putuju u područja zahvaćena žutom groznicom, jer stranci često obole puno teže od domorodaca, ako se zaraze. Zaštita započinje 10. dana nakon vakcinacije kod 95% osoba, te traje najmanje 10 godina. Oko 81% osoba je i dalje imuno i nakon 30 godina. Živi vakcinacijski kalem 17D je 1937. razvio Maks Tejler. Svetska zdravstvena organizacija (WHO) preporučuje rutinske vakcinacije za osobe koje žive u tim regijama između devetog i dvanaestog meseca nakon rođenja. Jedna od četiri osobe dobiju groznicu, bolove i crvenilo na mestu injekcije.
U vrlo retkim slučajevima (1:200.000 do 300.000), vakcinacija može uzrokovati nuspojave, koje su smrtonosne u 60% slučajeva. To je verojatno zbog genetske morfologije imunskog sistema. Još jedna nuspojava je infekcija nervnog sistema, koja se isto događa u jednom na 200.000 do 300.000 slučajeva, koja može uzrokovati meningoencefalitis te je smrtonosna u manje od 5% slučajeva.
Godine 2009. odigralo se do tada najveće vakcinisanje protiv žute groznice u zapadnoj Africi, prvenstveno u državama Benin, Liberija i Sijera Leone. Završeno je 2015, a u njemu je 12 miliona osoba direktno vakcinisano protiv te bolesti. Prema organizaciji WHO, masovna vakcinacija ne može da eliminiše žutu groznicu, jer je prisutan velik broj inficiranih komaraca u urbanim područjima tih zemalja, ali će se značajno smanjiti broj inficiranih osoba. WHO je objavila da planira vakcinacije i u drugim afričkim državama, te da bi se 160 miliona ljudi na tom kontinentu moglo naći u opasnosti, ako ta organizacija ne dobije dodatno finansiranje za masovno vakcinisanje.
Godine 2013. WHO je izjavila da je „jedna doza vakcine dovoljna da stvori doživotni imunitet protiv žute groznice”.
Neke države u Aziji su u opasnosti od pojave žute groznice, pošto se i tamo javljaju komarci koji prenose tu bolest, iako se do sada nije pojavila značajnija epidemija na tom kontinentu. Kako bi se smanjila opasnost od tog virusa, neke države zahtevaju prethodno vakcinisanje stranih posetilaca, ako su prošli kroz pojas područja žute groznice. Vakcinacija se mora potvrditi uverenjem koje vredi 10 dana nakon vakcinacije, te traje 10 godina. WHO je objavila popis država koje zahtevaju vakcinisanje protiv žute groznice. U pojedinim slučajevima gde vakcinacija nije moguća, zahteva se uverenje od WHO da je ta osoba izuzeta od vakcinisanja. Iako 32 od 44 države u kojima se endemski javlja žuta groznica imaju programe vakcinacije, u mnogima je manje od 50% njihovog stanovništva vakcinisano.

### Kontrola vektora
Kontrola prenositelja virusa žute groznice, komarca Aedes aegypti, je od ključne važnosti, posebno stoga što taj isti komarac može širiti denga groznicu i bolest čikungunja. A. aegypti se razmnožava u vodi, na primer u instalacijama na područjima gde su rezervoari pitke vode, ili u mesnom otpadu; posebno u gumama, konzervama i plastičnim bocama u kojima se nalaze lokve vode. Ovi uslovi su česti u urbanim područjima zemalja u razvoju.
Postoje dve glavne strategije za smanjenje populacije komaraca. Jedna je uništenje larvi. Mere su preduzimaju da se smanji akumulacija vode u kojima se razvijaju larve. Koriste se larvicidi, kao i ribe koje jedu larve, i kopepodi roda Mesocyclops koji su se koristili u Vijetnamu za suzbijanje denga groznice. Na ovaj način su uništeni komarci-vektori u nekoliko područja. Slični postupci su korisni i za suzbijanje žute groznice. Piriproksifen se preporučuje kao hemijski larvicid, posebno stoga što je bezbedan za ljude i delotvoran u malim dozama.
Druga je strategija da se smanji populacija odraslih komaraca, pro čemu se koriste klopke za komarce i pesticidi. Zavese i boce s vodom se mogu naprskati insekticidima, ali korištenje istih po kući WHO ne preporučuje zbog opasnosti po zdravlje ljudi i životinja. Mreža za komarce je delotvorna, jer sprečava ulazak komaraca u kuću.

## Lečenje
Kao i kod drugih infekcija flavivirusom, nema poznatog leka za žutu groznicu. Preporučuje se hospitalizacija i intenzivna njega zbog brzog napredovanja bolesti u pojedinim slučajevima. Koriste se različite metode za lečenje bolesti, iako nisu osobito uspešne; pasivna imunizacija nakon pojave simptoma je verojatno bez učinka. Ribavirin i drugi antivirusni lekovi, kao i lečenje sa interferonima, nemaju pozitivan učinak na pacijenta. Simptomatičko lečenje uključuje hidrataciju i pomoć protiv bolova uz pomoć lekova kao što su paracetamol (acetaminofen u SAD-u). Aspirin nije preporučljiv zbog efekta zaustavljanja grušanja, što može biti katastrofalno u slučajevima unutarnjeg krvarenja koje za sobom vuče žuta groznica.
U modernom dobu, malo se toga promenilo u lečenju pacijenata. Koriste se protivmere za šok, neravnotežu elektrolita, zatajenje bubrega i drugih komplikacija ove infekcije, koje pomažu u smanjivanju smrtnosti.

## Epidemiologija
Žuta groznica je učestala u tropskim i suptropskim regijama Južne Amerike i Afrike. Iako se glavni vektor (Aedes aegypti) javlja i u Aziji, Pacifiku i Australiji, žuta groznica se ne javlja u tim delovima Zemlje.
Predložena su razna objašnjenja za ovo, od toga da su komarci na istoku manje sposobni da šire virus, preko toga da bolest nikada nije uvedena u te regije, jer nije bilo razmene robova iz Afrike, ali nijedno nije zadovoljavajuće. Prekoatlantska razmena robova iz Afrike je verojatno donela ovaj virus u Zapadnu hemisferu. U svetu oko 600 miliona osoba živi u endemskim područjima. WHO navodi da se 200.000 slučajeva žute groznice javlja svake godine, od kojih umire oko 30.000 osoba; broj prijavljenih slučajeva je puno manji od ove procene. 90% infekcija događa se u Africi.
Filogenetska analiza je identifikovala sedam genotipa virusa žute groznice, te se pretpostavlja da su drugačije adaptirani za ljude i za vektor A. aegypti. Pet genotipa (Angola, Središnja/Istočna Afrika, Istočna Afrika, Zapadna Afrika I i II) se javlja jedino u Africi. Zapadnoafrički genotip I nalazi se u Nigeriji i okolnim područjima. Ovaj tip je posebno virulentan i zarazan, te je često odgovoran za masovne epidemije ove bolesti. Tri genotipa u Istočnoj i Središnjoj Africi javljaju se u regijama gde su epidemije retke. Dve nedavne epidemije u Keniji (1992–1993) i Sudanu (2003 i 2005) su uključivale genotip Istočne Afrike, koji je ostao nepoznat do izbijanja istih.
U Južnoj Americi, identifikovana su dva genotipa (Južnoamerički genotip I i II). Na temelju filogenetske analize, smatra se da potiču iz Zapadne Afrike te su prvi put uvedeni u Brazilu. Smatra se da je datum kada su uvedeni u Južnu Ameriku 1822. (95% intervala sigurnosti od 1701. do 1911). Istorijski zapisi pokazuju da su se epidemije žute groznice odigrale u Recifeju, Brazilu, između 1685. i 1690. Bolest je naizgled nestala te se sledeća epidemija odigrala tek 1849. Verojatno su uvedeni kada su robovi iz Afrike prebačeni u Južnu Ameriku. Genotip I je podeljen u pet kategorija, od A do E.
Osobe koje dođu u kontakt s tim regijama povremeno prenose ovaj virus i na druge države. U SAD-u je tako zabeležen slučaj uvezene žute groznice 1924. i 1996, kada se jedan muškarac vratio iz Brazila, gde je posetio prašumu. Od 1956. do 1983, zabeleženo je 2.255 slučajeva zaraze žutom groznicom u Južnoj Americi, iako se smatra da je stvaran broj neprijavljenih ukupnih slučajeva možda i do 10–20 puta veći.

## Istorija
Evoluciono poreklo žute groznice leži u Africi, sa prenosom bolesti sa primata na ljude. Virus je verovatno potekao iz Istočne ili Središnje Afrike te se proširio po Zapadnoj Africi. Bio je endemičan na tom kontinentu, te su domoroci stekli imunitet protiv njega. Kada su izbijale epidemije ove bolesti po afričkim selima u kojim su prebivali kolonizatori, većina Evropljana je preminula, dok su domoroci patili od gripe, i oni su većinom preživeli. Ovaj fenomen, u kojem stanovništvo stiče imunitet na žutu groznicu zbog izloženosti tokom detinjstva, se zove adaptivni imunski sistem. Ovaj virus, kao i njegov prenosnik A. aegypti, su verovatno uvezeni u Amerike trgovanjem robljem iz Afrike.
Prvo značajno izbijanje žute groznice Novog sveta se verovatno dogodilo 1647. na ostrvu Barbados. Izbijanje su zapisali španski kolonizatori 1648. na Jukatanu, gde su domorodci Maje bolest prozvali xekik („krvno povraćanje”). Godine 1685. Brazil je pretrpeo prvu epidemiju u Recifeju. Prvo kolokvijalno spominjanje bolesti „žuta groznica” zabeleženo je 1744. Istoričar J. R. Maknil smatra da su poremećaji ekologije i okoline uzrokovane plantažama šećera stvorili uslove da se komarci rašire i da virus počne da napada ljude. Deforestacija je isto tako smanjila zastupljenost ptica i drugih životinja koje jedu komarce i njihove larve.
Iako je žuta groznica najčešća u tropskim područjima, ni sever SAD-a nije izuzet od slučajeva izbijanja te bolesti. To se prvo dogodilo u Njujorku 1668, a jedna ozbiljna epidemija pogodila je Filadelfiju 1793. godine. Engleski kolonizatori u Filadelfiji i francuski u dolini reke Misisipi su zabeležili velike epidemije 1669. godine, pa i one kasnije zabeležene u 18. i 19. veku.
Grad na jugu SAD-a, Nju Orleans, pogodilo je nekoliko većih izbijanja u 19. veku, naročito 1833. i 1853. Najmanje 25 većih izbijanja ove bolesti je zabeleženo u Amerikama u 18. i 19. veku, a najteže su bili pogođeni Kartagena u Čileu 1741, Kuba 1762. i 1900, Santo Domingo 1803, te Memfis 1878. Nekoliko većih izbijanja zabeleženo je i u Evropi. Gibraltar je pogođen žutom groznicom 1804, 1814. i ponovno 1828. godine. Barcelona je pretrpela gubitak nekoliko hiljada građana tokom izbijanja žute groznice 1821. Urbane epidemije su se odigrale i u SAD-u sve do 1905, a zadnja je pogodila Nju Orleans.
U kolonijalna vremena i tokom Napoleonskih ratova, Zapadnoindijska ostrva na Karibima su se smatrala posebno opasnima za vojnike koji su tamo poslati. Stopa mortaliteta u britanskim garnizonima na Jamajci je bila sedam puta veća od onih u Kanadi, većinom od žute groznice, ali i drugih tropskih bolesti poput malarije. I engleske i francuske snage su desetkovane od „žute opasnosti”. Pošto su hteli da preuzmu kontrolu nad unosnom trgovinom šećera u Sant Dominku na Haitima, i da obnove francusku imperiju Novog sveta, Napoleonove snage su poslale armiju da tamo suzbije pobunu robova. J. R. Maknil smatra da je žuta groznica odgovorna za oko 35.000 do 45.000 žrtava ove armije tokom tog sukoba. Samo 1/3 francuskih vojnika je preživela, te se vratila u Francusku. Napoleon je odustao od tog ostrva, a 1804. Haiti je proglasio svoju nezavisnost kao druga republika na Zapadnoj hemisferi.
Epidemija žute groznice 1793. u Filadelfiji, koja je tada bila glavni grad Sjedinjenih Država, dovela je do smrti hiljada osoba, preko 9% stanovništva. Proglašeno je vanredno stanje, te je vlada morala da evakuiše grad, uključujući i predsednika Džordža Vašingtona. Druge epidemije su pogodile Baltimor, Nju Orleans i Njujork u 18. i 19. veku. Uzrokovale su oko 100.000–150.000 smrtnih slučajeva.
Godine 1853, Klutijevil u Luizijani je pretrpeo epidemiju žute groznice tokom leta, te je preminulo 68 od ukupno 91 meštana. Mesni doktor je zaključio da su prenosnici (komarci) stigli pošiljkom iz Nju Orleansa. Brod koji je prevozio bolesne osobe stigao je u Hempton Rouds na jugoistoku Virdžinije juna 1855. Bolest se brzo proširila po zajednici, te usmrtila i do 3.000 osoba, uglavnom meštana gradova Norfolk i Portsmut. Godine 1873, Šrivport, Luizijana je izgubio gotovo 1/4 svog stanovništva od žute groznice. Godine 1878. oko 20.000 osoba je pomrlo od rasprostranjene epidemije u dolini reke Misisipi. Te godine, Memfis je imao neobično visoku količinu kiše koja je dovela do porasta broja komaraca. Rezultat je bila epidemija žute groznice masovnih razmera. Brodska kompanija Džon D. Porter je zabeležila ogroman priliv osoba koje su bežale iz Memfisa prema severu u nadi da će izbeći bolest, ali putnicima nije bilo dozvoljeno da se iskrcaju zbog straha od širenja žute groznice na njihovim odredištima. Brod je putovao po reci dva meseca pre nego je napokon dobio dozvolu da se putnici iskrcaju. Poslednja velika epidemija u SAD-u bila je 1905. u Nju Orleansu.
Jezekilj Stoun Vigins, poznat i kao „prorok Otave”, je navodio pseudonaučne teorije i tvrdio da je uzrok pojave žute groznice u Džeksonvilu, Florida 1888. bio astronomske prirode:
„Planete su bili u istoj ravni kao i Sunce i Zemlja te je to uzrokovalo, izuzev ciklona, zemljotresa, itd., i gušću atmosferu koja je zadržavala više ugljenika i stvorila mikrobe. Mars ima neobično gustu atmosferu, ali njegovi stanovnici su verovatno zaštićeni od groznice od njihovih novootkrivenih kanala, koje su možda napravljeni da apsorbuju ugljenik i spreče tu bolest.”
Karlos Finlej, kubanski doktor i naučnik, je prvi 1881. predložio da se žuta groznica možda prenosi putem komaraca, a ne ljudskim dodirom. Pošto su gubici od žute groznice u Špansko-američkom ratu 1890-ih bili krajnje visoki, vojni doktori su započeli sa istraživanjima koje je vodio Volter Rid, a tim je sastavljen od raznih doktora (Džejms Karol, Aristides Agramont, Džesi Vilijam Lazir). Uspešno su potvrdili Finlajevu „hipotezu komarca”. Žuta groznica je bila prvi virus za koji je dokazano da se prenosi putem komaraca. Doktor Vilijam Gorgas je primenio ova saznanja i iskorenio žutu groznicu iz Havane. Takođe je vodio kampanju protiv žute groznice tokom izgradnje Panamskog kanala, nakon što su prethodni napori sa francuske strane propali (delom i zbog smrtnosti zbog pojave žute groznice i malarije koje su desetkovale radnike).
Iako je dr. Rid dobio velike zasluge u Sjedinjenim Državama, jer je „pobedio” žutu groznicu, on je pune zasluge dao dr. Finlaju zbog otkrića prenosnika, i načina kontrolisanja. Dr. Rid je često citirao Finlajeve publikacije u sopstvenim člancima, te mu dao zasluge za otkriće. Prihvatanje Finlajevog rada je bio jedan od najvažnijih faktora u uspešnom radu komisije Voltera Rida 1900. Primenom ovih spoznaja, vlada Sjedinjenih Država je izbrisala žutu groznicu iz Kube, a kasnije i iz Paname. Istoričar Fransoa Delaport ipak smatra da su i sami Finlaj i Rid postali uspešni gradeći svoj rad na temelju manje poznatih naučnika, mada im nisu uvek davali zasluge. Dr. Rid je isto tako prvi upotrebio pojam „medicinski pristanak” tokom svojih istraživanja na Kubi, kako bi osigurao da učesnici znaju da ulaze u rizik pre početka testiranja.
U razdoblju 1920–1923, Međunarodni zdravstveni odbor (IHB) je pokrenuo skupu, ali uspešnu kampanju iskorenjivanja žute groznice u Meksiku. IHB je time stekao poštovanje meksičke federalne vlade, što je pak dovelo i do poboljšanja američko-meksičkih odnosa, koji u prošlosti nisu bili dobri. Ovo je bio važan korak unapred u poboljšanju svetskog zdravlja.
Godine 1927, naučnici su izolovali virus žute groznice u Zapadnoj Africi. Nakon toga, razvijene su dve vakcine tokom 1930-ih. Vakcinu 17D je razvio južnoafrički mikrobiolog Maks Tejler na Rokefeler institutu u Njujorku. Ovu vakcinu je široko koristila američka vojska tokom Drugog svetskog rata. Tejler je koristio kokošija jaja za uzgoj virus, za šta je nagrađen Nobelovom nagradom za fiziologiju ili medicinu 1951. Francuski tim je razvio neurotropsku vakcinu (FNV), koja je dobijena iz tkiva mozga miša. Međutim, pošto je ova vakcina bila povezana sa visokom stopom pojave encefalitisa, FNV nije više preporučena nakon 1961. godine. 17D se i dalje koristi i preko 400 miliona doza je distribuirano do 2015. Malo je istraživanja sprovedeno s ciljem razvija nove vakcine. Neki naučnici se brinu da bi ta stara tehnologija mogla da postane prespora i nedelotvorna, te stoga nedovoljna da se zaustavi neka nova epidemija žute groznice. Nove vakcine, na temelju vero ćelija, trenutno se istražuju te bi mogle zameniti 17D u budućnosti.
Korištenjem kontrola prenosnika i strogih programa vakcinisanja, urbani ciklus žute groznice je gotovo iskorenjen u Južnoj Americi. Od 1943, dogodila se samo jedna epidemija u urbanom području, u gradiću Santa Kruz de la Sijera, Bolivija. Ipak, od 1980-ih, broj slučajeva žute groznice je u ponovnom rastu, a A. aegypti se vratio u gradska područja. Ovo je delom zbog ograničenja primene insekticida, kao i preseljenja insekata usled klimatskih promena. Epidemija u Paragvaju 2008. je isprva smatrana da je urbane prirode, ali je to kasnije opovrgnuto.
U Africi, većina programa se oslanjala na vakcinaciju. Ipak, nisu bili uspešni jer nisu razbili krug prenosa virusa preko majmuna. Mere za vakcinaciju su zanemarene u nekim državama, zbog čega je opasnost od širenja ovog virusa u budućnosti izvesna.

## Istraživanje
Na modelu hrčka obolelog od žute groznice, rana primena antivirusnog ribavirina se pokazala kao delotvoran tretman mnogih patoloških svojstva bolesti. Lečenje ribavirinom tokom prvih pet dana nakon infekcije virusa je poboljšalo stope preživljavanja, smanjilo oštećenje tkiva jetre i slezine, sprečilo hepatostaničnu steatozu, te normalizovalo nivoe alanin-aminotransferaze, markera oštećene jetre. Mehanizam delovanja ribavirina u smanjivanju patologije jetre tokom infekcije žute groznice je verojatno sličan njegovoj aktivnosti pri lečenju srodnog virusa hepatitisa C. Pošto ribavirin nije uspeo da poboljša preživljavanje u virulentnom modelu infekcije žute groznice, prethodno je bio odbačen kao potencijalna terapija.
U prošlosti, žuta groznica je istraživana kao potencijalno biološko oružje.

## Literatura
- Modrow, S.;  . (2002). Molekulare Virologie – Eine Einführung für Biologen und Mediziner (2nd изд.). Spektrum Akademischer Verlag. стр. 182. ISBN 978-3-8274-1086-3.

- Lindenbach, B. D.;  . (2007). „Flaviviridae: The Viruses and Their Replication”.  Ур.: Knipe, D. M.; P. M. Howley. Fields Virology (5th изд.). Philadelphia, PA: Lippincott Williams & Wilkins. стр. 1101. ISBN 978-0-7817-6060-7.
- Oldstone, Michael (2009). Viruses, Plagues, and History: Past, Present and Future. Oxford University Press. стр. 102—4. ISBN 9780199758494.
- Bazin, Hervé (2011). Vaccination: a history from Lady Montagu to genetic engineering. Montrouge: J. Libbey Eurotext. стр. 407. ISBN 9782742007752. Архивирано из оригинала 23. 2. 2017. г.
- Crosby, M. (2006). The American Plague: The Untold Story of Yellow Fever, the Epidemic that Shaped Our History. New York: The Berkley Publishing Group. ISBN 978-0-425-21202-8.
- Espinosa, M. (2009). Epidemic Invasions: Yellow Fever and the Limits of Cuban Independence, 1878–1930. Chicago: University of Chicago Press. ISBN 978-0-226-21811-3.
- Gessner, I. (2016). Yellow Fever Years: An Epidemiology of Nineteenth-Century American Literature and Culture. Frankfurt/Main: Peter Lang. ISBN 978-3-631-67412-3.
- Murphy, J. (2003). An American Plague: The True and Terrifying Story of the Yellow Fever Epidemic of 1793. New York: Clarion Books. ISBN 978-0-395-77608-7.
- Nuwer, D. S. (2009). Plague Among the Magnolias: The 1878 Yellow Fever Epidemic in Mississippi. University of Alabama Press. ISBN 978-0-8173-1653-2.

## Spoljašnje veze
- Žuta groznica na veb-sajtu  (језик: енглески)
- Finlay, C. J. (2012). „The Mosquito Hypothetically Considered as the Transmitting Agent of Yellow Fever”. MEDICC Review. 14 (1): 56—9.
- "U.S. Army Yellow Fever Commission." Claude Moore Health Sciences Library, University of Virginia
- „Yellow fever virus”. NCBI Taxonomy Browser. 11089.

|  | Molimo Vas, obratite pažnju na važno upozorenje u vezi sa temama iz oblasti medicine (zdravlja). |